# فقط به آهنگ گوش بدید
فقط به آهنگ گوش بدید (به انگلیسی: Just Listen to the Song) ⁪ (ژاپنی: フツーに聞いてくれ هپبورن: Futsū ni Kiitekure) مانگا وب وان شات ژاپنی است که توسط تاتسوکی فوجیموتو نوشته شده و توسط اوتو تودا تصویرسازی شده که در ژوئیه ۲۰۲۲ در وب سایت شونن جامپ+ منتشر شد.